# Alcalá del Valle
Alcalá del Valle è un comune spagnolo situato nella comunità autonoma dell'Andalusia, in provincia di Cadice.

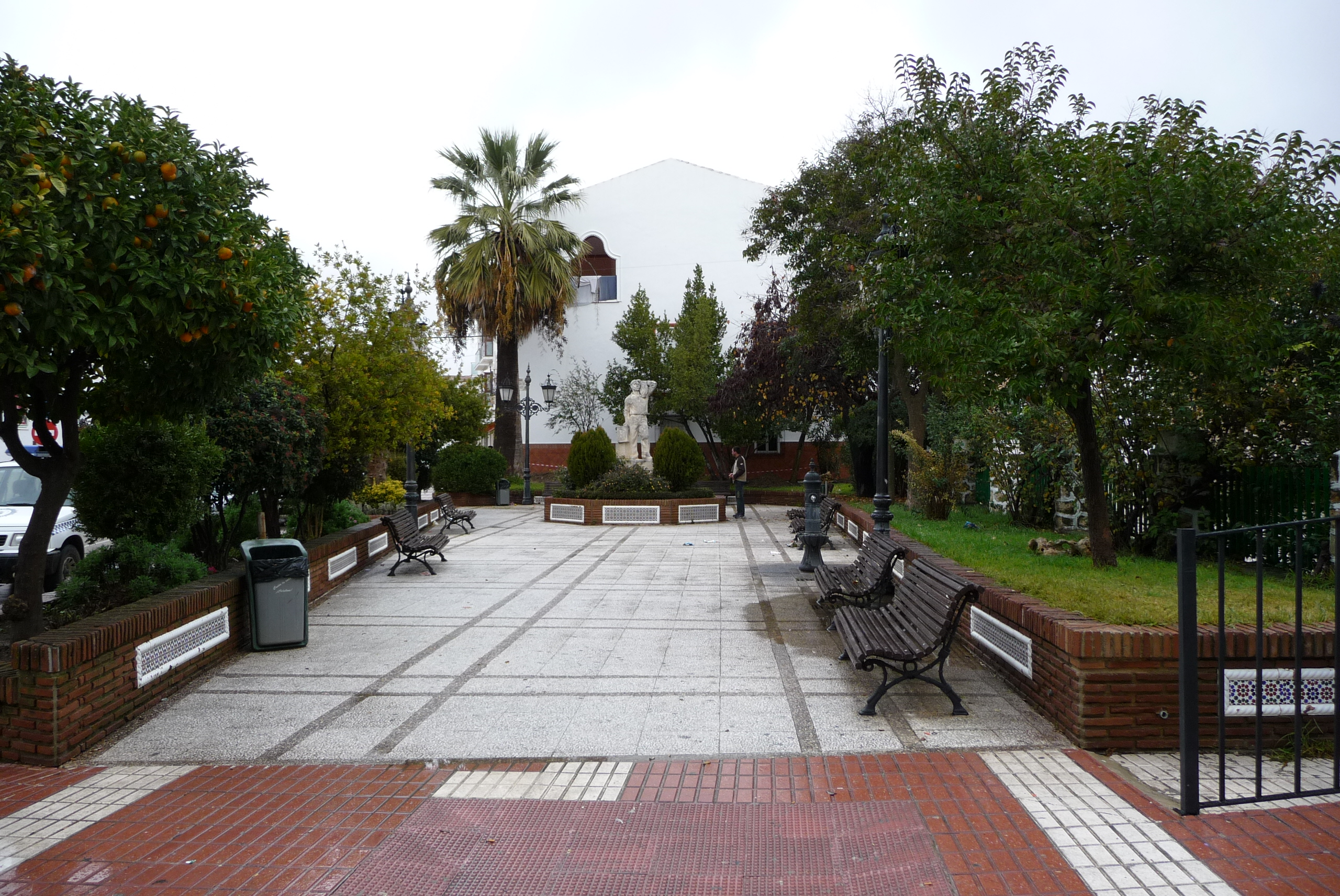
Monumento all'emigrante

## Società

### Evoluzione demografica
Nell'anno 2008 contava 5 363 abitanti.
Evoluzione della popolazione dal 1900.